# Kniprodestraße 6

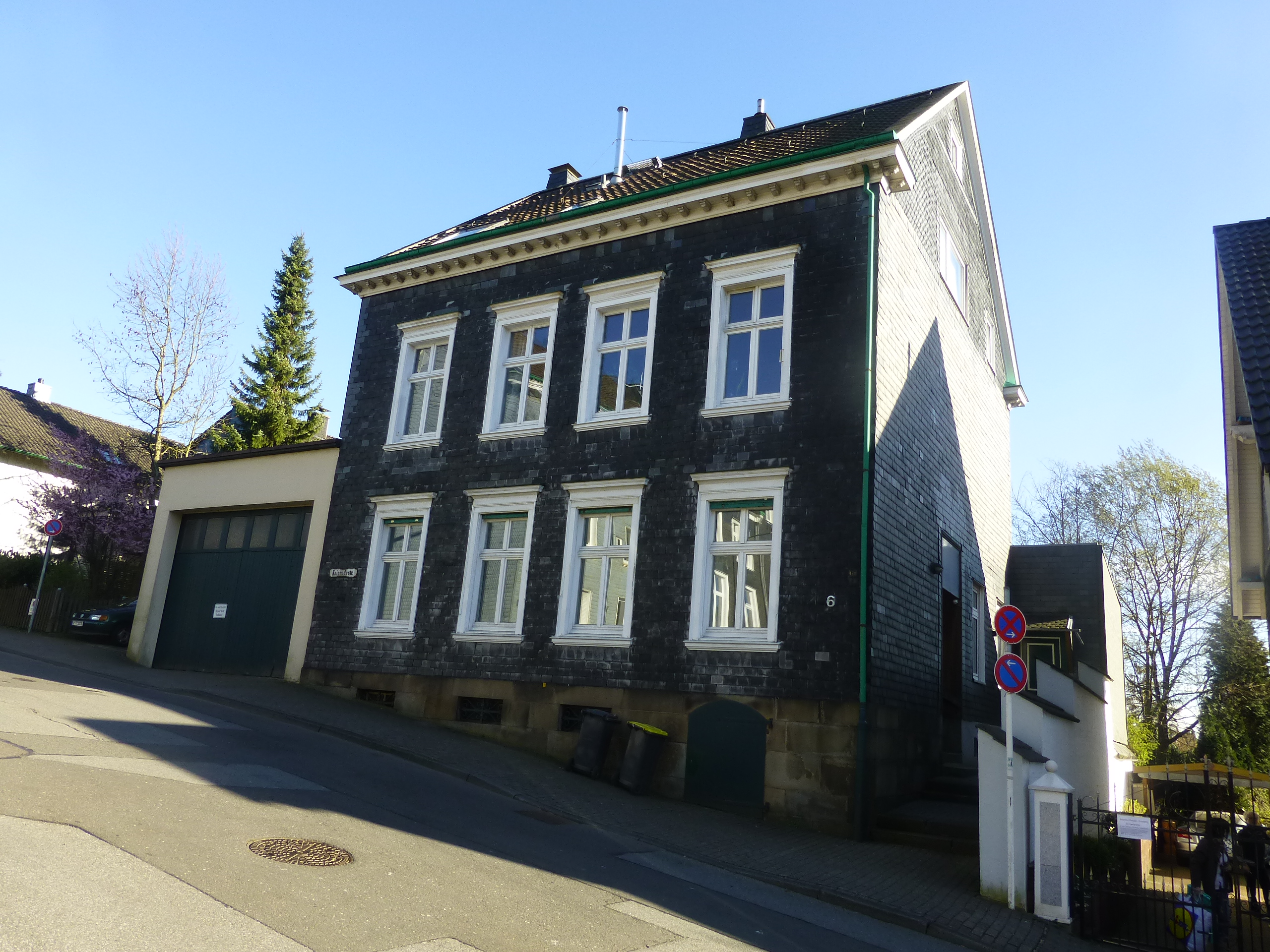
Haus Kniprodestraße 6

Das Haus Kniprodestraße 6 ist ein historisches Gebäude in der kreisfreien bergischen Großstadt Wuppertal.
Nach dem Brand des gesamten Dachstuhls 1990 wurde der obere Teil des Gebäudes neu aufgebaut. Zu diesem Zeitpunkt stand das Objekt noch nicht unter Denkmalschutz. Der Dachdecker fand es schön, bei der Einschieferung der Fassade auf der Ostseite eine Schieferrosette einzubringen. Nach der Fertigstellung der Arbeiten hat die untere Denkmalbehörde das Haus unter Denkmalschutz gestellt mit Hinweis auf „der linke Giebel ist mit einer Schieferrosette geschmückt.“

## Lage und Historie
Es steht an der Kniprodestraße (nahe der Elias-Eller-Straße) im Ortsteil Ronsdorf (Stadtquartier Ronsdorf-Mitte/Nord) und wurde 1891 errichtet. In unmittelbarer Nähe befinden sich unter anderem. die Reformierte Kirche Ronsdorf und die ebenfalls denkmalgeschützten Gebäude Kurfürstenstraße 4, das Reformierte Pastorat Ronsdorf, das ehemalige Schulhaus und das Waterhüsken.

## Beschreibung
Das Schieferhaus besitzt zwei Vollgeschosse und ein ausgebautes Dachgeschoss unter dem traufständigen Satteldach. Es wurde auf einem massiven Kellergeschoss aus Sandstein bestehenden Quadermauerwerk in Fachwerkbauweise errichtet, ist an allen Seiten verschiefert und besitzt zur Straßenfront hin vier Fensterachsen.

## Denkmalschutz
Das Gebäude wurde am 25. Mai 1992 (mit Ausnahme des Anbaus) als Baudenkmal ausgewiesen und unter der Nummer 2233 in die Denkmalliste der Stadt Wuppertal eingetragen. Es bildet zusammen mit der gegenüber stehenden Kirche und weiteren benachbarten Gebäuden eine optisch historische Einheit, die den Luftangriff auf Ronsdorf überstanden haben.